# جواو أرواخو
جواو أرواخو هو سباح برتغالي، ولد في 20 أكتوبر 1985 في فيلا نوا د فاماليساو في البرتغال.